# Beaurainville
Beaurainville – miejscowość i gmina we Francji, w regionie Hauts-de-France, w departamencie Pas-de-Calais.
Według danych na rok 1990 gminę zamieszkiwały 2093 osoby, a gęstość zaludnienia wynosiła 160 osób/km² (wśród 1549 gmin regionu Nord-Pas-de-Calais Beaurainville plasuje się na 348. miejscu pod względem liczby ludności, natomiast pod względem powierzchni na miejscu 174.).